# له ایر
له ایر (انگلیسی: Les Eyre; ۷ ژانویهٔ ۱۹۲۲ – ۱۹ نوامبر ۱۹۹۱) بازیکن فوتبال اهل بریتانیا بود.
از باشگاه‌هایی که در آن بازی کرده‌است می‌توان به باشگاه فوتبال نوریچ سیتی اشاره کرد.